# Жельоногурско-Гожовска епархия
Жельоногурско-Гожовската епархия (на полски: Diecezja zielonogórsko-gorzowska; на латински: Dioecesis Viridimontanensis-Gorzoviensis) е административно-териториална единица на католическата църква в Полша, западен обред. Суфраганна епископия на Шчечинско-Каменската митрополия.
През 1945 година е създадена апостолска администратура с център Гожов Велкополски. На 28 юни 1972 година е издигната в епископия от папа Павел VI. Получава настоящото си име на 25 март 1992 година с булата „Totus Tuus Poloniae Populus“ на папа Йоан-Павел II. Заема площ от 14 814 км2 и има 981 448 верни. Седалище на епископа е град Жельона Гура.

## Деканати
В състава на епархията влизат тридесет деканата.
| - Деканат „Бабимост“ - Деканат „Всхова“ - Деканат „Гожув Велкополски-Пресвета Дева Мария, Кралица на Полша“ - Деканат „Гожув Велкополски-Свети Николай“ - Деканат „Гожув Велкополски-Света Троица“ - Деканат „Гожув Велкополски-Успение на Пресвета Дева Мария“ - Деканат „Гожув Велкополски-Христос Цар“ - Деканат „Губин“ - Деканат „Дрезденко“ - Деканат „Жаган“ | - Деканат „Жари“ - Деканат „Жельона Гура-Свети Дух“ - Деканат „Жельона Гура-Въздвижение на Светия Кръст“ - Деканат „Жельона Гура-Света Ядвига“ - Деканат „Жепин“ - Деканат „Кожухув“ - Деканат „Костшин“ - Деканат „Кросно Оджанске“ - Деканат „Ленкница“ - Деканат „Любско“ | - Деканат „Нова Сул“ - Деканат „Пшчев“ - Деканат „Рокитно“ - Деканат „Слава“ - Деканат „Стшелце Крайенске“ - Деканат „Суленчин“ - Деканат „Сулехув“ - Деканат „Швебоджин-Пресвета Дева Мария, Кралица на Полша“ - Деканат „Швебоджин-Божие Милосърдие“ - Деканат „Шпротава“ |